# Landesstraße

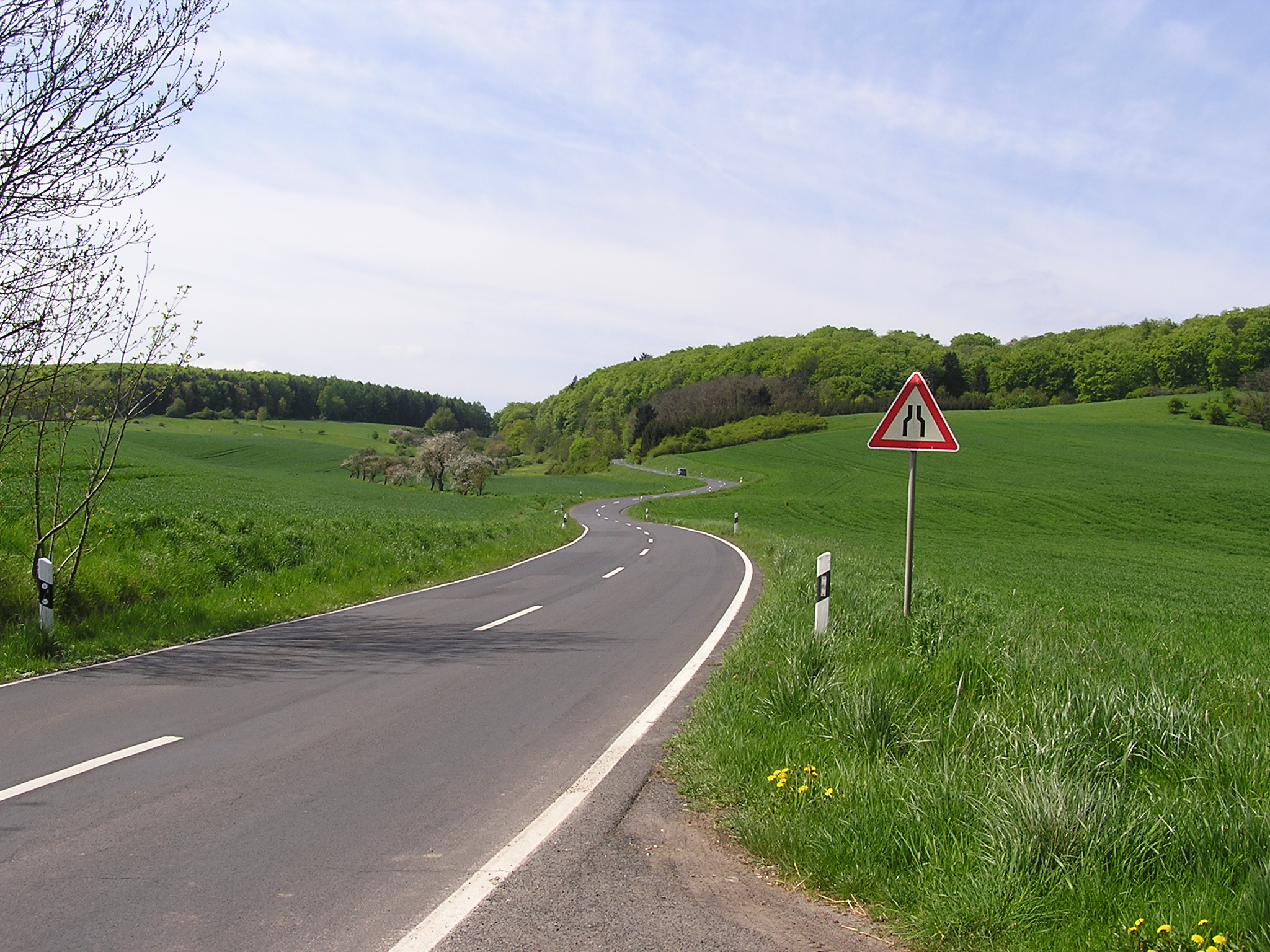
Een Landesstraße bij Stockheim.

Een landesstraße is een weg in Duitsland, Liechtenstein of Oostenrijk, die onder de verantwoordelijkheid van een deelstaat valt.
In Duitsland worden de landesstraßen aangeduid met een hoofdletter L gevolgd door het wegnummer. In de deelstaten Saksen en Beieren worden deze wegen Staatsstraße genoemd, in Saksen worden deze wegen aangeduid met de hoofdletter S en in Beieren met de afkorting St.